# Spyros Risvanīs
Spyros Risvanīs (in greco Σπύρος Ρισβάνης?; Calamata, 3 gennaio 1994) è un calciatore greco, difensore dell'EN Paralimni.

## Statistiche

### Presenze e reti nei club
Statistiche aggiornate al 3 gennaio 2018.
| Stagione             | Squadra              | Campionato           | Campionato | Campionato | Coppe nazionali | Coppe nazionali | Coppe nazionali | Coppe continentali | Coppe continentali | Coppe continentali | Altre coppe | Altre coppe | Altre coppe | Totale | Totale |
| Stagione             | Squadra              | Comp                 | Pres       | Reti       | Comp            | Pres            | Reti            | Comp               | Pres               | Reti               | Comp        | Pres        | Reti        | Pres   | Reti   |
| -------------------- | -------------------- | -------------------- | ---------- | ---------- | --------------- | --------------- | --------------- | ------------------ | ------------------ | ------------------ | ----------- | ----------- | ----------- | ------ | ------ |
| 2013-2014            | Panathīnaïkos        | SL                   | 15+1       | 0          | CG              | 3               | 0               | -                  | -                  | -                  | -           | -           | -           | 19     | 0      |
| 2014-gen. 2015       | Panathīnaïkos        | SL                   | 2          | 0          | CG              | 1               | 0               | UCL+UEL            | 0+2                | 0                  | -           | -           | -           | 5      | 0      |
| Totale Panathinaikos | Totale Panathinaikos | Totale Panathinaikos | 17+1       | 0          |                 | 4               | 0               |                    | 2                  | 0                  |             | -           | -           | 24     | 0      |
| gen.-giu. 2015       | Paniōnios            | SL                   | 11         | 0          | CG              | 3               | 0               | -                  | -                  | -                  | -           | -           | -           | 14     | 0      |
| 2015-2016            | Paniōnios            | SL                   | 25+6       | 1          | CG              | 4               | 0               | -                  | -                  | -                  | -           | -           | -           | 35     | 1      |
| 2016-2017            | Paniōnios            | SL                   | 24+6       | 3          | CG              | 0               | 0               | -                  | -                  | -                  | -           | -           | -           | 30     | 3      |
| Totale Panionios     | Totale Panionios     | Totale Panionios     | 60+12      | 4          |                 | 7               | 0               |                    | -                  | -                  |             | -           | -           | 79     | 4      |
| 2017-2018            | Atromītos            | SL                   | 14         | 0          | CG              | 2               | 0               | -                  | -                  | -                  | -           | -           | -           | 16     | 0      |
| Totale carriera      | Totale carriera      | Totale carriera      | 91+13      | 4          |                 | 13              | 0               |                    | 2                  | 0                  |             | -           | -           | 119    | 4      |

### Cronologia presenze e reti in nazionale
| Cronologia completa delle presenze e delle reti in nazionale ― Grecia | Cronologia completa delle presenze e delle reti in nazionale ― Grecia | Cronologia completa delle presenze e delle reti in nazionale ― Grecia | Cronologia completa delle presenze e delle reti in nazionale ― Grecia | Cronologia completa delle presenze e delle reti in nazionale ― Grecia | Cronologia completa delle presenze e delle reti in nazionale ― Grecia | Cronologia completa delle presenze e delle reti in nazionale ― Grecia | Cronologia completa delle presenze e delle reti in nazionale ― Grecia |
| Data                                                                  | Città                                                                 | In casa                                                               | Risultato                                                             | Ospiti                                                                | Competizione                                                          | Reti                                                                  | Note                                                                  |
| --------------------------------------------------------------------- | --------------------------------------------------------------------- | --------------------------------------------------------------------- | --------------------------------------------------------------------- | --------------------------------------------------------------------- | --------------------------------------------------------------------- | --------------------------------------------------------------------- | --------------------------------------------------------------------- |
| 15-5-2018                                                             | Siviglia                                                              | Arabia Saudita                                                        | 2 – 0                                                                 | Grecia                                                                | Amichevole                                                            | -                                                                     |                                                                       |
| Totale                                                                |                                                                       | Presenze                                                              | 1                                                                     |                                                                       | Reti                                                                  | 0                                                                     |                                                                       |

## Palmarès

### Competizioni nazionali
- Coppa di Cipro: 1

Anorthōsis: 2020-2021